# Občina Železniki
Občina Železniki (slovinsky Občina Železniki, německy Gemeinde Eisnern) je jednou z 212 občin ve Slovinsku. Nachází se v severozápadní části státu v Hornokraňském regionu na území historického Kraňska, cca 40 km severozápadně od hlavního města Lublaně. Občinu tvoří 30 sídel, její rozloha je 163,7 km² a k 1. lednu 2017 zde žilo 6 675 obyvatel. Správním střediskem občiny je město Železniki, ve kterém žije necelá polovina obyvatel občiny. V září roku 2007 byla občina zasažena silnou povodní, jež zničila jen ve správním centru Železnikách 350 domů.

## Členění občiny
Občina se dělí na sídla: Davča, Dolenja vas, Dražgoše, Golica, Kališe, Lajše, Martinj Vrh, Ojstri Vrh, Osojnik, Podlonk, Podporezen, Potok, Prtovč, Ravne, Rudno, Selca, Smoleva, Spodnja Sorica, Spodnje Danje, Studeno, Sveti Lenart, Topolje, Torka, Zabrdo, Zabrekve, Zala, Zali Log, Zgornja Sorica, Zgornje Danje, Železniki.